# Samotorica
Samotorica je naselje v Občini Horjul. V vasi stoji cerkev Sv. Mihaela. Naselje lahko služi kot izhodišče za izlete v bližnjo okolico - grič Kožljek (788 m), vas Vrzdenec (358 m), vas Koreno nad Horjulom (729 m) ...